# 捷季瓦河
泰蒂瓦河（烏克蘭語：Тетива），是烏克蘭北部的河流，屬於斯諾夫河的支流。該河流經切爾尼希夫州的切爾尼希夫區和科留基夫卡區，河道全長32公里，流域面積302平方公里。